# 御崎站
御崎站（日语：／ Misaki eki */?）是屬於北海道旅客鐵道室蘭本線鐵路車站，位於日本北海道室蘭市，車站編號為M34，現時為無人車站。本站最初為北海道炭礦鐵道的貨運站，並可連接至邊旁邊的「Etosukereppu」臨時棧橋（エトスケレップ，阿伊努語中可解作「岬」，「岬」的日語讀法亦與現時站名的讀音相同），利用水路把貨物運送出去。

## 車站構造

### 站房
本站的站房為木及組合板所建的單層站房。左側為候車大廳，並設有數張候車座椅，近月台一邊原設有1間簡易式車站商店，隸屬於北海道KIOSK的店舖，但早已結業；右側前端為儲物室，後端為男、女獨立洗手間，須由月台一方進入。

### 月台
設有側式月台及島式月台各1座，原可提供2面3線的配置，但隨貨運的功用消失，島式月台最外的3號月台現已棄用，相關的路軌亦已移除，變為類近2個側式月台的安排。
| 月台 | 路線               | 方向 | 目的地                         |
| ---- | ------------------ | ---- | ------------------------------ |
| 1    | ■ 室蘭本線（支線） | 上行 | 室蘭方向                       |
| 2    | ■ 室蘭本線（支線） | 下行 | 東室蘭、長萬部、登別、札幌方向 |

## 歷史
- 1892年8月1日：北海道炭礦鐵道設置Etosukereppu貨物站[1][2]。
- 1905年6月21日：御崎駅正式開業[3]。辦理貨物提取服[4]。
- 1906年10月1日：北海道炭礦鐵道國有化。
- 1909年以降：車站移至本處[2]。
- 1912年10月4日：日本製鋼所専用鐵道本站～工場、長10.5公里的路線投入服務[5]。
- 1922年6月1日：改建站房及新建客運月台[6]，開始辦理客運。
- 1958年8月1日：站內豎立了「室蘭線發源地」（室蘭線発祥の地）的紀念碑。
- 1986年11月1日：行李提取服務中止。
- 1987年4月1日：國鐵分割民營化，車站的營運由JR北海道及JR貨物繼承。
- 1989年：站房改建。
- 不遲於1990年起：簡易委託化予車站對面的「川村商店」負責[7]。
- 2017年4月1日：因「川村商店」結業，中止簡易委託化，完全無人化。

## 相鄰車站
北海道旅客鐵道
■室蘭本線（支線）
特急「鈴蘭」（支線內各站停車）、普通列車
母戀 (H35) - 御崎 (M34) - 輪西 (M33)

## 外部連結
- JR北海道輪御崎站網頁。 （页面存档备份，存于）（日語）